# Палата Даун
Палата Даун подигнута је у периоду од 1880. до 1882. године у главној улици Зрењанина, улици краља Александра I Карађорђевића, у оквиру Старог градског језгра, као Просторно културно-историјске целине од великог значаја.

## Архитектура палате
Даунова палата је масивна једноспратна грађевина издужене правоугаоне основе која заузима две парцеле, а са своје три фасаде излази на регулациону линију три улице: краља Александра, Јеврејску и Гимназијску. Зграду чине четири крила која формирају унутрашњи светларник. Грађевина стилски припада академизму који се базирао на педантном преношењу образаца давно преживелих стилова. Фасадна платна су подељена хоризонталним венцима и вертикалним испустима у виду ризалита, као и елементима фасадне штуко декорације око и између прозора (троугаоних и фронтона и фронтона сегментног лука, пиластри са јонским капителима).
Стилска декорација спољашности се наставља у унутрашњост, где је нарочита пажња усмерена на улаз са степеништем што је карактеристика у улазном холу из Гимназијске улице где је некада био главни улаз у зграду изведене су слепе аркаде. Степенице (које су и данас очиване) и галерија су били од кованог гвожђа богато докорисани, а у светларнику тада застакљеној галерији понављају се венци.
Седамдесетих година 20. века приземље је застакљено целом дужином уличне фасаде, што је нарушило архитектонику грађевине и деградирало је у великој мери. Годинама уназад зграда је без намене и налази се у врло лошем стању. Kровни покривач од бибер црепа је сасвим дотрајао те пропушта воду на многим местима, као и малтер на фасадама који отпада.